# Элегантная Вселенная
Элегантная Вселенная. Суперструны, скрытые размерности и поиски окончательной теории — бестселлер американского учёного-физика и популяризатора науки Брайана Грина о теории струн и М-теории. Книга является финалистом Пулитцеровской премии в разделе нехудожественной литературы и лауреатом премии The Aventis Prizes for Science Books в 2000 году.

## Аудитория
Широкий круг читателей, интересующихся фундаментальным устройством Вселенной и последними научными открытиями в этой области. Подойдёт для неискушённого в физике читателя. В книге нет ни одной формулы (за исключением небольшого их количества в Примечаниях), а используемые математические абстракции автор старается описать ясным и последовательным языком.

## Содержание

### Часть 1. На переднем краю познания
В вводной части книги даётся введение в проблему построения Единой Теории Всего на современном этапе развития науки, и то, как теория струн, в принципе, способна помочь построить эту теорию.

### Часть 2. Дилемма пространства, времени и квантов
В этой части книги рассказывается о двух фундаментальных теориях устройства нашего мира — общей теории относительности и квантовой механике. Описывается эволюция понимания природы скорости света и гравитации. В конце главы показывается несовместимость общей теории относительности и квантовой механики и необходимость поиска новой Единой Теории Всего, в которой обе вышеуказанные теории являлись бы лишь частными случаями, приближёнными моделями, хорошо работающими только в своей области применения: теория относительности — для макрообъектов, квантовая механика — для микрообъектов.

### Часть 3. Космическая симфония
С этой главы автор начинает описывать сущность теории струн. Даётся определение понятию суперсимметрии, показывается, что для теории струн необходимо наличие скрытых пространственных измерений. Поскольку эти дополнительные пространственные измерения не наблюдаются, они должны быть замкнуты и иметь крайне малые размеры – меньше, чем все расстояния, которые доступны для исследования современными ускорителями. При этом они должны иметь форму пространства Калаби — Яу. В конце главы автор рассказывает о сложностях постановки решающего эксперимента, который бы доказал или опроверг теорию струн.

### Часть 4. Теория струн и структура пространства-времени
В самой ёмкой по содержанию главе автор углубляется в проблематику теории струн, показывает решения, которые она предлагает для космологии и для объяснения феномена чёрных дыр. Вводится определение М-теории, описывается общая суть теории космологической инфляции. Показывается, что теория струн, по-видимому, может дать микроскопическое объяснение природы энтропии чёрных дыр, разрешить проблему начальной сингулярности в космологии, а также объяснить, почему пространство имеет именно три макроскопических измерения.

### Часть 5. Единая теория в XXI веке
В завершающей части строятся некоторые предположения о дальнейших путях развития теории струн.

### Окончание книги
В помощь неискушённому в физике читателю в самом конце приводится словарь использованных в книге терминов, предметный и именной указатели, а также список рекомендуемой к прочтению литературы по данной тематике.

## Отзывы
Книга получила множество положительных отзывов среди критиков по всему миру.. В 2000 году книга стала финалистом Пулитцеровской премии в номинации «Научная литература». В 2020 году книга заняла 2 из 5 место в проекте "Книгорубка" (по теме "Вселенная").

## Мини-сериал по книге
В 2003 году по книге снят научно-популярный мини-сериал «Элегантная Вселенная», в котором автор книги Брайан Грин выступил в качестве ведущего. В фильм вошли интервью с ведущими «струнными» теоретиками — Стивеном Вайнбергом и Шелдоном Глэшоу.